# Nu har ett hjärta blivit löst
Nu har ett hjärta blivit löst är en psalm med text av Jochen Klepper som är översatt till svenska av Jonas Jonson och musik av Lars Åberg.

## Publicerad som
- Nr 904 i Psalmer i 2000-talet under rubriken "Kyrkliga handlingar".